# Tierpark Finsterwalde
Koordinaten: 51° 37′ 58″ N, 13° 41′ 41,8″ O
Der Tierpark Finsterwalde befindet sich in der Finsterwalder Bürgerheide der Stadt Finsterwalde im Landkreis Elbe-Elster im südlichen Brandenburg.

## Geschichte
Die Gründung des Tierparks erfolgte im Jahr 1969 auf Initiative des Stadtratsmitglieds Alfred Zeisbrich und des Malermeisters Rolf Bellisch. Der Bau erfolgte über eine Spendenfinanzierung der Bürger der Stadt Erberswalde. Am Aufbau des Tierparks waren die Firmen VEB Mansfeld und weitere Betriebe aus der Region und Bürger aus Eberswalde beteiligt. Im August 1970 konnten die ersten Gehege und Volieren bezogen werden. Es wurden Alexandersittiche, Mönchssittiche, Prachtrosellas, Singsittiche, Nymphensittiche, Westafrikanische Zwergziegen und Griechische Landschildkröten gehalten. Bis ins Jahr 1972 hatte der Tierpark keine festangestellten Mitarbeiter. Im Jahr 1972 umfasste der Tierbestand 170 Exemplare. Die ersten Zuchterfolge gab es im Tierpark bei den Pumas, Yaks, Eseln und Dingos. 1982 umfasste der Bestand 250 Exemplare in 65 Tierarten. 1990 erfolgte ein Gesamtumbau des Tierparks. Von 2012 bis 2020 wurde der Tierpark nach einem erneuten Umbau in seinen jetzigen Zustand versetzt. Im Jahr 2013 wurde ein Förderverein für den Tierpark gegründet. 2014 wurde das neue erbaute Gibbonhaus mit den ersten beiden tierischen Bewohnern bezogen. 2017 wurden das Café Schwanensee und eine neue Anlage für die Zwergmangusten im Tierpark eröffnet. 2019 wurden das Streichelgehege im Tierpark, als Nächstes die neue Afrikasavanne und das neue Gibbon-Haus eingeweiht. Im Jahr 2023 umfasst der Bestand 250 Tiere in 55 Arten. Es werden dort u. a. Weißschwanz-Stachelschweine, Zebramangusten, Damhirsche, Südafrika-Kronenkraniche, Schwarzschwan, Gelbbrustara und Haustierrassen wie Zwergziegen gezeigt.

## Leitung
- Alfred Zeisbrich (1970–1990)
- Joachim Wilhelm  (1990 – Apr. 2012)
- Torsten Heitmann (seit Apr. 2012)

## Besondere Vorkommnisse
Im Jahr 1999 entkam das Känguru namens Harald aus dem Tierpark und konnte bis zu seinem Tod nicht wieder eingefangen werden.

## Tierarten im Tierpark Finsterwalde

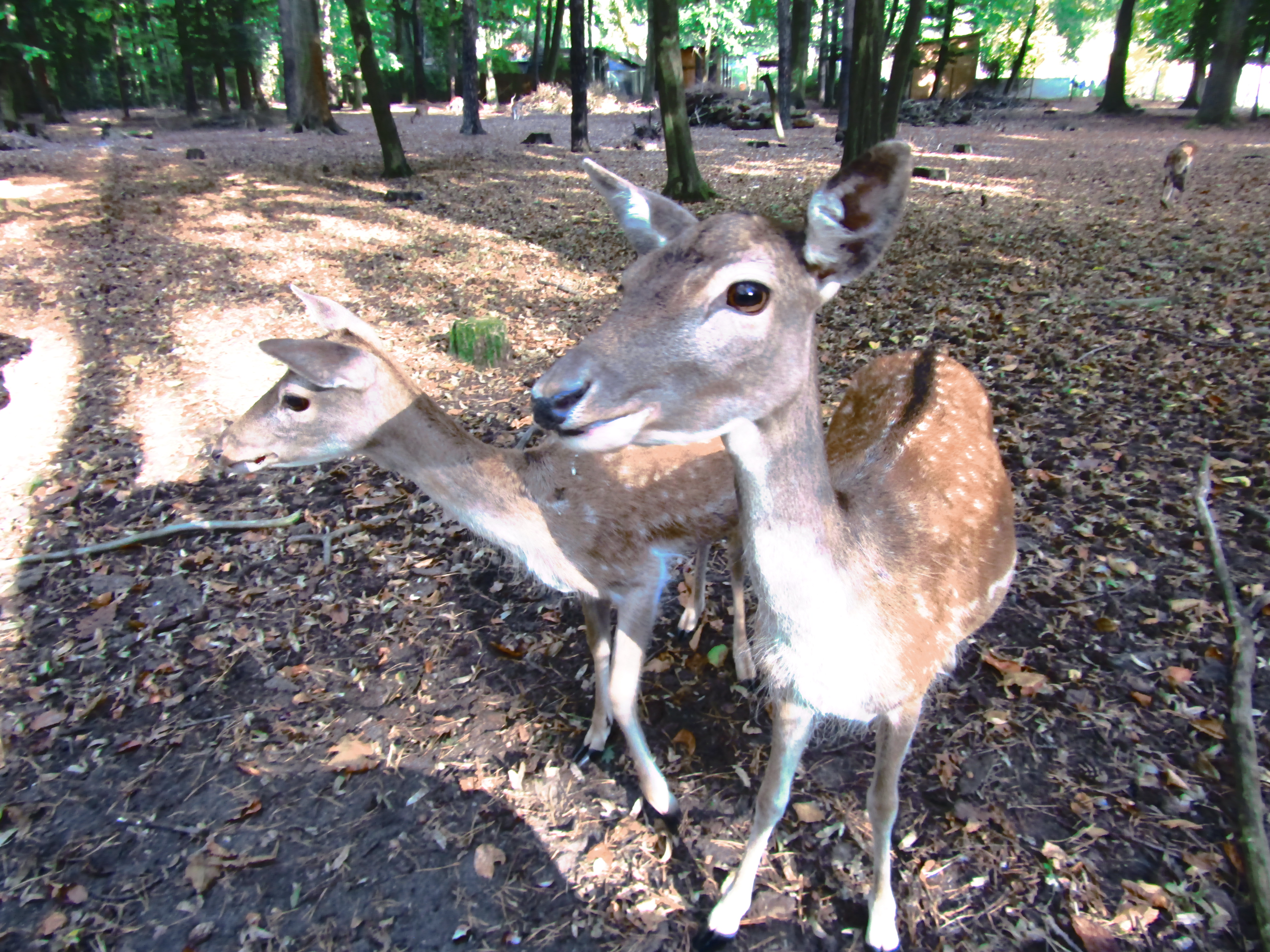
Europäischer Damhirsch
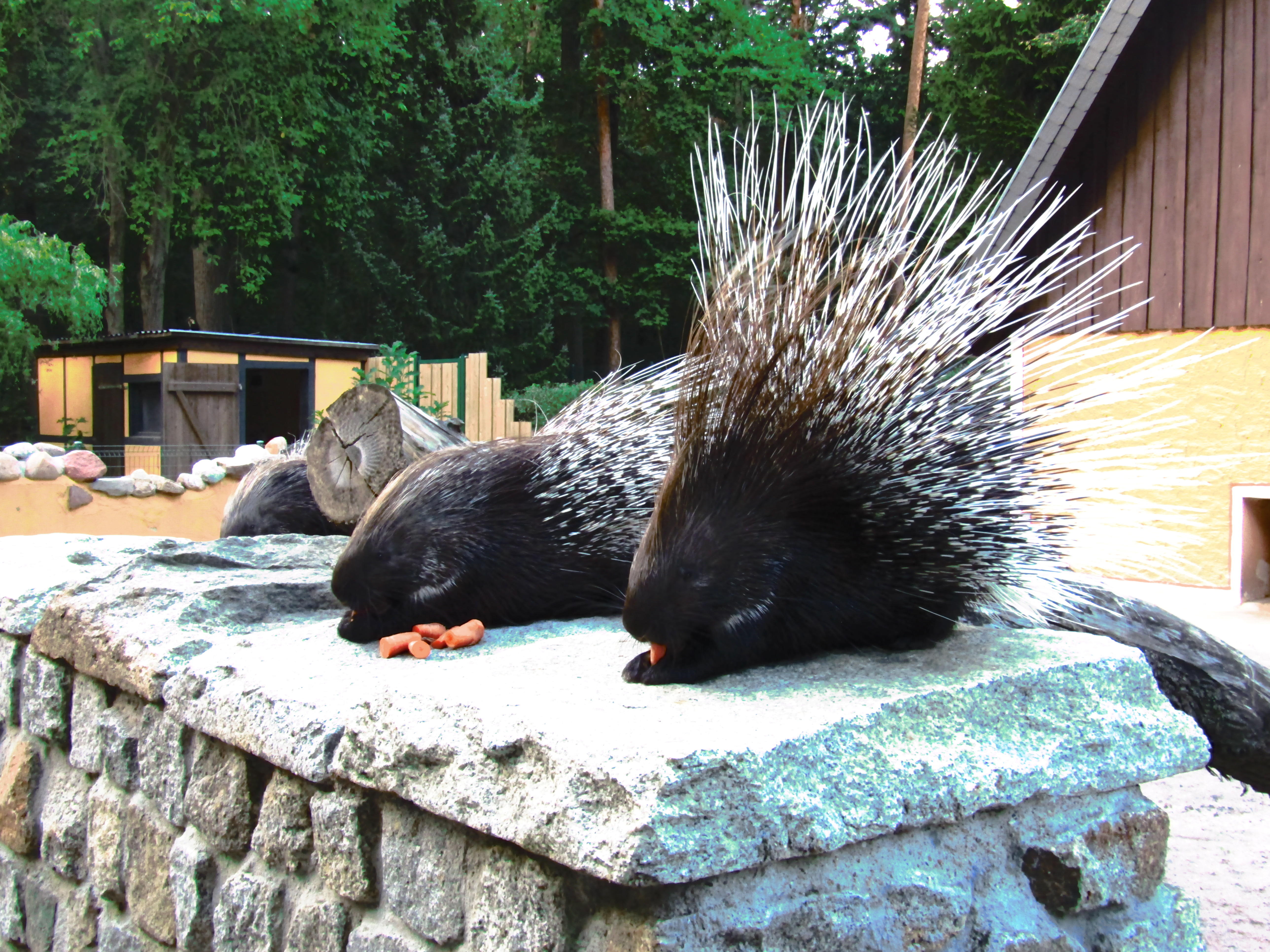
Weißschwanz-Stachelschwein
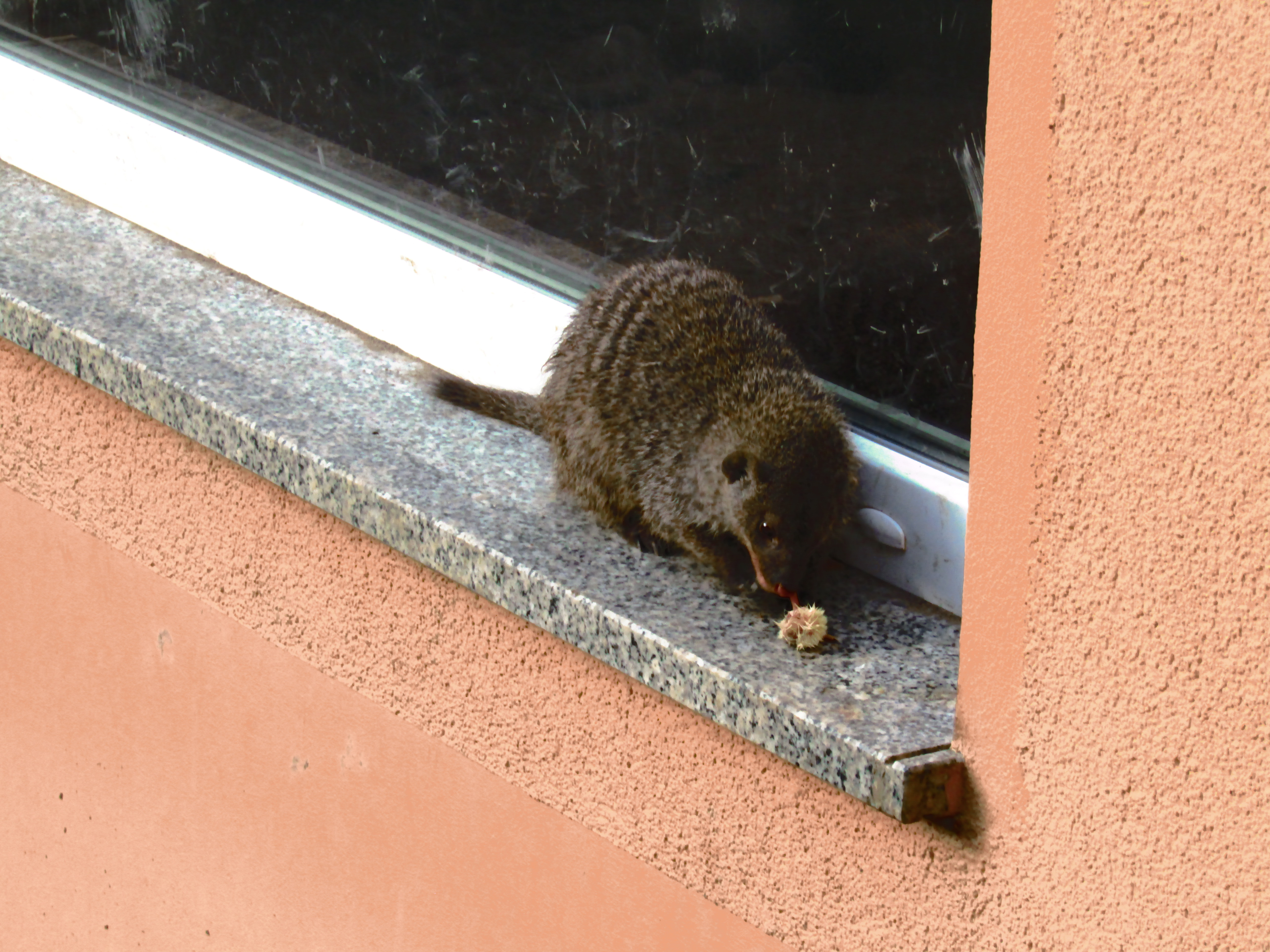
Zebramanguste
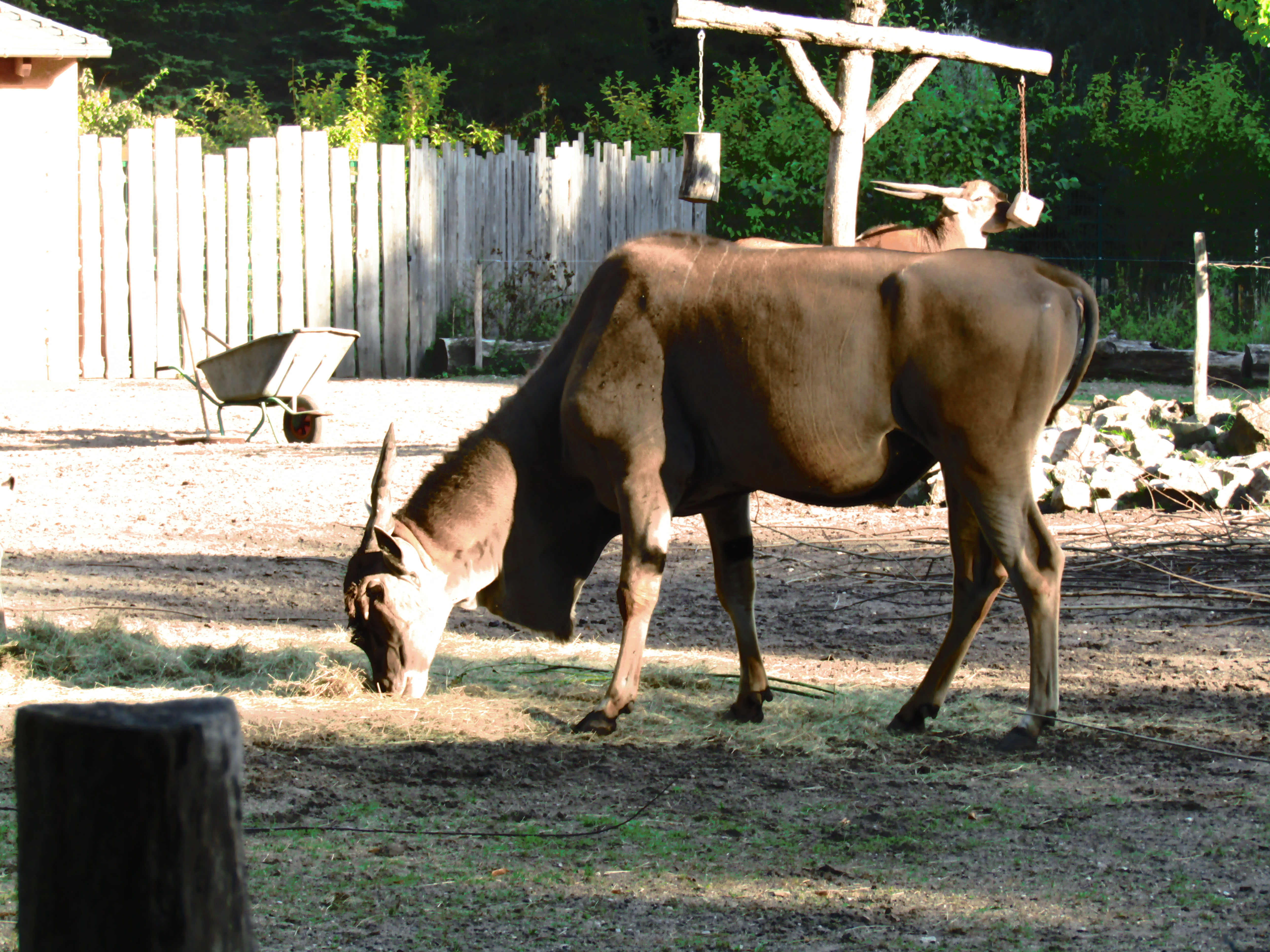
Elenantilope
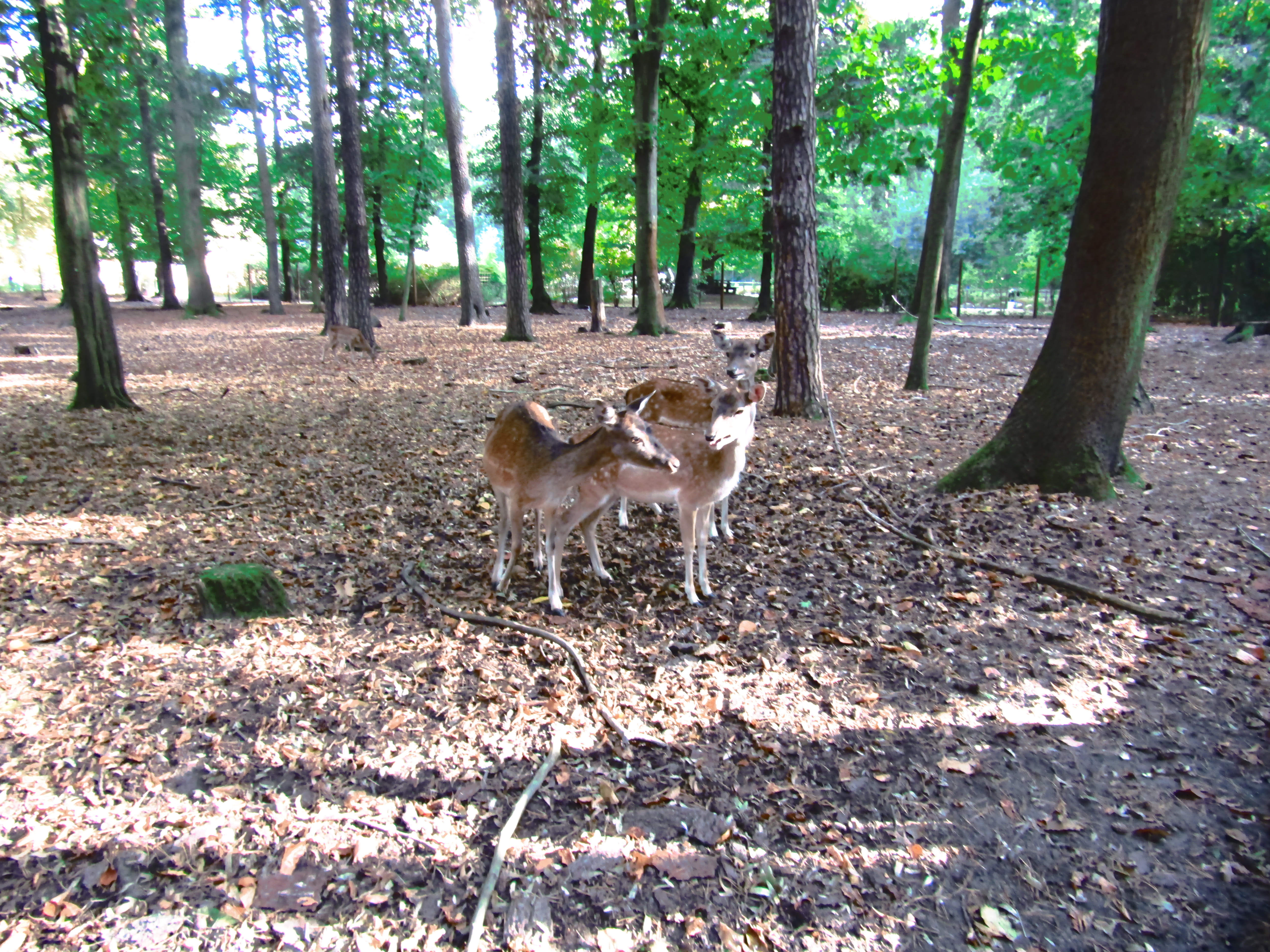
Damhirsch